# Matteo Cairoli
Matteo Cairoli (Como, 1 juni 1996) is een Italiaans autocoureur. In 2021 won hij de 24 uur van de Nürburgring.

## Carrière

### Formuleracing
Cairoli begon zijn autosportcarrière in het formuleracing in 2012. Dat jaar nam hij deel aan de laatste twee raceweekenden van de Italiaanse Formule Renault. Met een podiumplaats op het Circuit Mugello werd hij dertiende in de eindstand. In 2013 stapte hij over naar het Duitse Formule 3-kampioenschap en reed hier voor GSK Grand Prix. Hij behaalde twee podiumfinishes op de Lausitzring en de Motorsport Arena Oschersleben. Met 112 punten werd hij zevende in het eindklassement.

### Sportwagens
In 2014 stapte Cairoli over naar de Formule Renault 2.0 Alps met GSK, maar na het eerste weekend verliet hij de klasse weer. Ook reed hij voor Antonelli Motorsport in de eerste twee raceweekenden van het nieuwe Italiaanse Formule 4-kampioenschap, waar hij op de Adria International Raceway en het Autodromo Internazionale Enzo e Dino Ferrari twee podiumplaatsen behaalde. Vervolgens maakte hij de overstap naar de sportwagens en kwam hij voor Antonelli uit in de Italiaanse Porsche Carrera Cup. Hij kende hier een succesvol jaar, waarin hij zes races won en kampioen werd in de klasse.
Vanwege zijn prestaties in 2014 werd Cairoli uitgenodigd om deel te nemen aan de Porsche International Cup Scholarship-competitie, waarin hij als winnaar werd uitgeroepen. Hij ontving €200.000 en werd opgenomen in het opleidingsprogramma van Porsche. In 2015 reed hij voor Project 1 Motorsport in de Porsche Supercup en de Duitse Porsche Carrera Cup. In de Supercup behaalde hij twee podiumplaatsen op het Autodromo Nazionale Monza en werd hij met 83 punten zevende in de eindstand, terwijl hij in de Carrera Cup met 110 punten twaalfde werd.
In 2016 bleef Cairoli actief in de Supercup bij het team Fach Auto Tech. Hij behaalde vier zeges op het Circuit de Barcelona-Catalunya, het Circuit de Monaco, de Hockenheimring Baden-Württemberg en Monza en stond ook op Silverstone en het Circuit of the Americas op het podium. Met 151 punten werd hij achter Sven Müller tweede in de eindstand. Tevens debuteerde hij in de GTE-klasse van de European Le Mans Series (ELMS), waar hij voor Proton Competition twee races als teamgenoot van Christian Ried en Gianluca Roda reed. Hij stond hier in de race op het Circuit de Spa-Francorchamps op het podium.

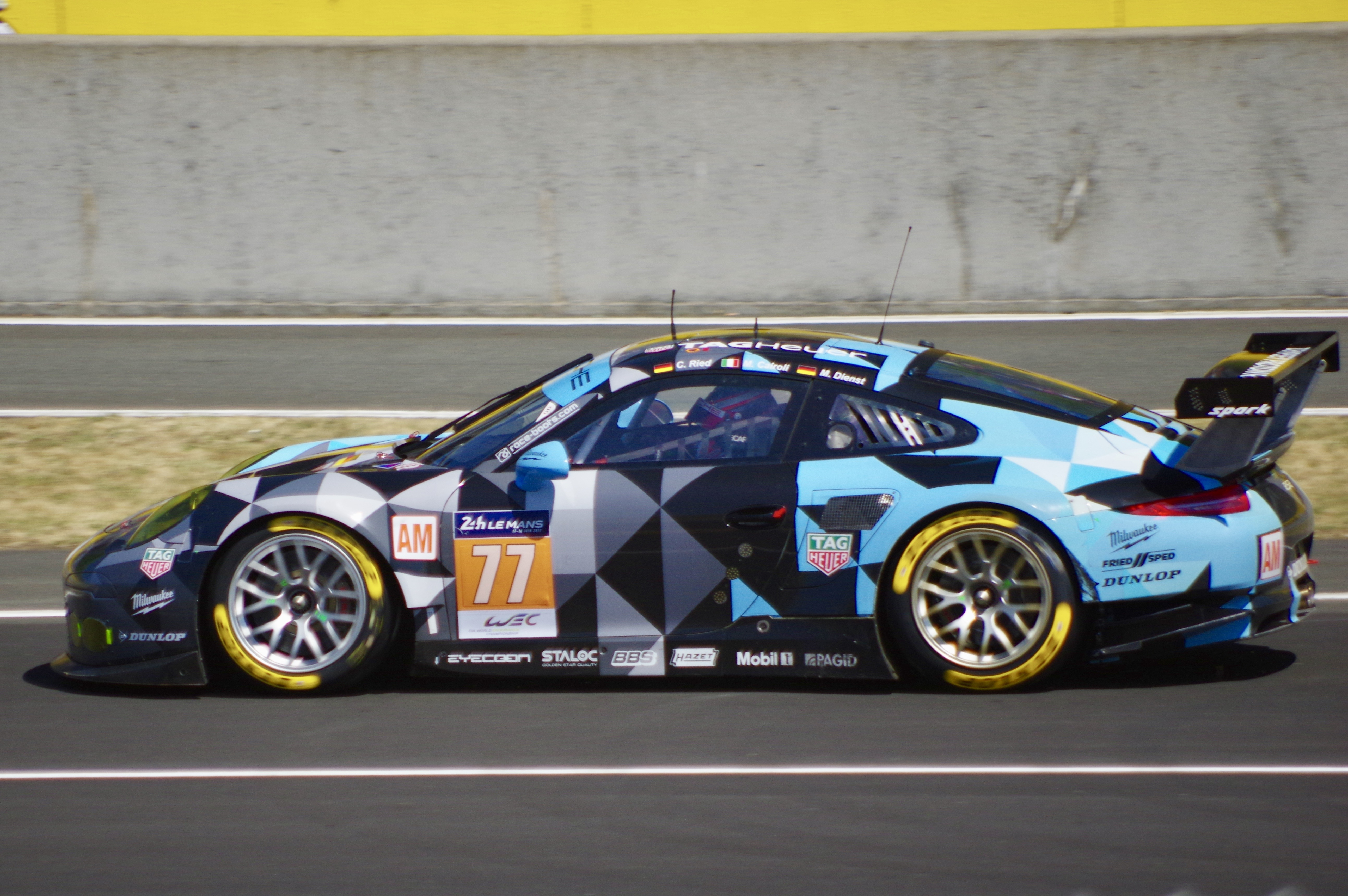
Matteo Cairoli in de 24 uur van Le Mans in 2017.

In 2017 reed Cairoli een dubbel programma in de GTE-klasse van zowel het FIA World Endurance Championship (WEC) en de ELMS, waar hij in beide kampioenschappen voor Dempsey-Proton Racing reed. In het WEC waren Ried en Marvin Dienst zijn teamgenoten, met wie hij de 6 uur van de Nürburgring en de 6 uur van Mexico won. Met 168 punten werd hij tweede in het eindklassement. In de ELMS deelde hij de auto met Ried en Joël Camathias en won hij de seizoensfinale op het Autódromo Internacional do Algarve, waardoor hij met 80 punten derde werd.
In 2018 bleef Cairoli actief in de GTE-klasse van het WEC en de ELMS bij Proton. In het WEC was hij de enige vaste coureur in het team. Samen met Riccardo Pera en Khaled Al Qubaisi behaalde hij zijn enige podiumfinish van het seizoen in de 6 uur van Shanghai, waardoor hij met 26 punten zestiende in het kampioenschap werd. In de ELMS won hij samen met Gianluca en Giorgio Roda de race op de Red Bull Ring en eindigde hij in nog vier andere races op het podium, waardoor hij met 88,5 punten derde in de eindstand werd.
In 2019 reed Cairoli in de ADAC GT Masters voor het team KÜS Team75 Bernhard, waar hij de auto met Adrien De Leener deelde. Een zevende plaats op de Motorsport Arena Oschersleben was zijn beste resultaat en hij eindigde met 20 punten op plaats 26 in het klassement. In de ELMS deelde hij de auto bij Dempsey-Proton met Ried en Pera, met wie hij op Monza een zege haalde. Met 76 punten werd hij tweede in de GTE-klasse. In het seizoen 2019-2020 reed hij in het WEC voor het Team Project 1, waar hij in de Lone Star Le Mans op het podium eindigde en met 80 punten tiende in het kampioenschap werd. In 2020 kwam hij tevens uit in de GT World Challenge Europe Endurance Cup voor Dinamic Motorsport, met Sven Müller en Christian Engelhart als teamgenoten. Zij wonnen de race op de Nürburgring en werden met 53 punten derde in de eindstand.
In 2021 deelde Cairoli in het WEC bij Project 1 de auto met Pera en Egidio Perfetti. Hij behaalde drie podiumplaatsen in de 8 uur van Portimão, de 6 uur van Bahrein en de 8 uur van Bahrein. Met 78 punten werd hij vierde in de eindstand. In de GT World Challenge bleef hij actief bij Dinamic en reed hij samen met Engelhart en Klaus Bachler. Hij won de race op Monza en stond ook in Barcelona op het podium. Met 53 punten werd hij zesde in het klassement. Tevens behaalde hij dat jaar de eindzege in de 24 uur van de Nürburgring, die hij deelde met Michael Christensen en Kévin Estre.
In 2022 reed Cairoli in het WEC in een auto met Nicolas Leutwiler en Mikkel O. Pedersen. In de GTE Am-klasse won hij de 8 uur van Bahrein en werd hij met 71 punten zevende in de eindstand. In de GT World Challenge reed hij samen met Bachler en Côme Ledogar, alhoewel de laatste halverwege het seizoen werd vervangen door Alessio Picariello. Hij won de seizoensfinale in Barcelona en werd met 48 punten zesde in het kampioenschap.
In 2023 was Cairoli de enige vaste coureur van Project 1 in het WEC. Hij kende een lastig jaar, waarin een vijfde plaats in de 6 uur van Fuji zijn beste resultaat was. Met 36 punten werd hij dertiende in het klassement. Daarnaast keerde hij ook terug in de ELMS, waarin hij voor Iron Lynx de auto deelde met Matteo Cressoni en Claudio Schiavoni. Hij behaalde een zege op Spa en stond ook op het Circuit Paul Ricard en in Portimão op het podium. Met 80 punten werd hij derde in de eindstand.